# Abraham bar Qardahi
Abraham bar Qardahi († nach 582) war ein christlicher Theologe.
Er war 581/582 für ein Jahr der leitende Exeget der Theologenschule von Nisibis. Er folgte in diesem Amt Ischo’jahb I. nach, der 581–596 Katholikos-Patriarch der Apostolischen Kirche des Ostens war.